# Tommaso Morganti
Tommaso Morganti (falecido em 1419) foi um prelado católico romano que serviu como bispo de Lecce (1409–1419).

## Biografia
Em 1409, Tommaso Morganti foi nomeado pelo Papa Gregório XII como Bispo de Lecce. Serviu como Bispo de Lecce até à sua morte em 1419.